# Валя-Хотарулуй (Марамуреш)
Валя-Хотарулуй (рум. Valea Hotarului) — село у повіті Марамуреш в Румунії. Адміністративно підпорядковане місту Сигіт.
Село розташоване на відстані 425 км на північний захід від Бухареста, 35 км на північний схід від Бая-Маре, 129 км на північ від Клуж-Напоки.

## Населення
За даними перепису населення 2002 року у селі проживали 1483 особи, з них 1473 особи (99,3%) румунів. Рідною мовою 1479 осіб (99,7%) назвали румунську.